# Bulle, Fribourg
Bulle är en stad och kommun i distriktet Gruyère i kantonen Fribourg, Schweiz. Kommunen har 26 749 invånare (2023). Den 1 januari 2006 inkorporerades kommunen La Tour-de-Trême in i Bulle.
Namnet Bulle är franska och betyder tjur. Bulle har en historia som sträcker sig tillbaka till 800-talet. Första gången Bulle omnämns i skrift är 855, då under namnet Butulum.